# Pavel Axelrod

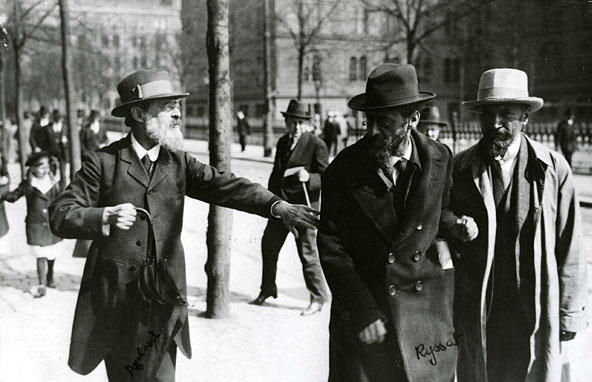
Leiders van de Mensjewieken, in mei 1917 gefotografeerd op de Norra Bantorget in de Zweedse hoofdstad Stockholm. V.l.n.r.: Pavel Axelrod, Julius Martov en Alexander Martinov.

Pavel Borisovitsj Axelrod (Russisch: Павел Борисович Аксельрод) (werkelijke naam: Pinchas Borutsch (Russisch: Пинхус Борух)) (Tsjernigov, 25 augustus 1850 - Berlijn, 16 april 1928) was een Russische, marxistische revolutionair. Geboren in het Oekraïense stadje Tsjernigov, sluit hij zich tijdens zijn studie in Kiev aan bij een socialistische groep rond Michail Bakoenin. 
Hij werkt mee aan twee kranten: de Werker, en Commune. Door Bakoenin zal hij idealistische invloeden ondergaan, die hij later meeneemt in zijn omarming van het marxistische dialectisch materialisme. 
Hij moet naar Zwitserland vluchten, waar hij, samen met Georgi Plechanov en Vera Zasulitch de Groep ter Bevrijding van de Arbeid opricht.
In 1900 verenigen zich verschillende revolutionaire krachten, en samen met Julius Martov en Lenin geven zij voor ballingen de socialistische krant Iskra (Vonk) uit. Dit zal tevens het begin zijn van de RSDAP. Na het tweede congres van de RSDAP, in 1903, kiest Axelrod de kant van de mensjewieken. 
In de aanloop naar de Eerste Wereldoorlog werkt Axelrod samen met Julius Martov, Vladimir Antonov en Leon Trotski aan de internationalitisische krant Onze Wereld. 
De Februarirevolutie van 1917 maakt dat Axelrod terug naar Rusland kan keren. Hij verzet zich tegen de toetreding van de mensjevieken aan de Voorlopige Regering van Aleksandr Kerenski, maar is te laat om dit tegen te gaan. Wanneer de mensjevieken voor de voortzetting van de oorlogsinspanning zijn, zal hij hiertegen oppositie voeren, en pleiten voor onmiddellijke vredesonderhandelingen met de centrale mogendheden. Hij uit felle kritiek op Irakli Tsereteli en Fedor Dan, die de oorlog willen voortzetten. Op een congres van 18 juni 1917 kan hij voor deze kritiek echter geen meerderheid mobiliseren. 
Na de Oktoberrevolutie, die uiteindelijk de bolsjewieken aan de macht brengt, verlaat hij Rusland om over de hele wereld te trachten een serieuze oppositie tegen het bolsjewistische bewind op de been te brengen. 
Hij overlijdt ten slotte op 16 april 1928 in Berlijn.
- Bibliothèque nationale de France: cb109307306 (data)
- CiNii: DA02857344
- Gemeinsame Normdatei: 119556189
- Historisch woordenboek van Zwitserland: 028357
- International Standard Name Identifier: 0000 0001 1679 8430
- Library of Congress Control Number: n87802864
- Nationale Bibliotheek van Letland: 000227236
- Nationale Bibliotheek van Tsjechië: js20020805838
- Nationale Bibliotheek van Israël: 987007258053005171
- Nationale Bibliotheek van Polen: a0000001843289
- Nederlandse Thesaurus van Auteursnamen: 07027052X
- Istituto Centrale per il Catalogo Unico: IEIV046923
- LIBRIS: 32288
- SNAC: w69g64h3
- Système universitaire de documentation: 069340684
- Trove: 1153442
- Virtual International Authority File: 82588702
- WorldCat: E39PBJy8tkMWQcxDKFrPmF384q